# Kvällstidning

Svenska kvällstidningars söndagsbilagor, 21 september 2014.

En kvällstidning (volymbegrepp: kvällspress) är en dagstidning som inte är en morgontidning. Kvällstidningar utkommer på morgonen eller förmiddagen, men uttrycket kvällstidning kommer av att dessa tidningar tidigare utkom på eftermiddagen (aftontidning) eller kvällen, vilket gjorde att de kunde rapportera om sådant som hänt under dagen. 
Joachim Berner, som varit chefredaktör för morgontidningen Dagens Nyheter och kvällstidningen Expressen, beskrev 2019 sin syn på skillnaden i beslutsfattande mellan en kvällstidning och morgontidning, och menade att det på en morgontidning är en långsammare och mer demokratisk beslutsgång, medan det på en kvällstidning i högre grad är chefen som bestämmer. "En kvällstidning är en sekt, det är ett djur på ett helt annat sätt än vad en morgontidning är."
Johan Eriksson, editorchef på Expressen 2016, besvarade en läsarfråga med att skillnaderna är små i rapporteringen av större nyheter, men att skillnaderna ligger i att kvällstidningarna även har bevakning av andra ämnen. Enligt honom har morgontidningarna emellanåt tagit efter kvällstidningarnas lediga tilltal.

## Kvällstidningar i urval
- Aftonbladet, Sverige
- Expressen, Sverige
- GT, Sverige
- Kvällsposten, Sverige
- The Sun, Storbritannien
- Daily Mail, Storbritannien
- Daily Mirror, Storbritannien
- Ekstrabladet, Danmark
- B.T., Danmark
- Verdens Gang, Norge
- Ilta-Sanomat, Finland
- Iltalehti, Finland